# Кентлер, Гельмут
Гельмут Кентлер (нем. Helmut Kentler; 2 июля 1928, Кёльн, Веймарская республика — 9 июля 2008, Ганновер, Германия) — немецкий физиолог, психолог, сексолог и профессор социологии университета Ганновера. После его смерти сексуально-политические позиции в его трудах, а также его практическая деятельность по активной пропаганде педосексуальности подверглись пересмотру и критике за популяризацию и одобрение педофилии. Стал известен после смерти как автор «эксперимента Кентлера», в ходе которого более 30 лет с конца 1960-х годов в Западной Германии детей-беспризорников отдавали на воспитание педофилам.

## Образование
После окончания средней школы Гельмут Кентлер сначала хотел изучать богословие, чтобы стать пастором. Его отец, с другой стороны, требовал от него технической профессиональной подготовки. Кентлер сначала прошел обучение в качестве слесаря на локомотивном заводе Henschel в Касселе, а затем получил место для изучения электротехники в Рейнско-Вестфальском техническом университете Ахена. После смерти отца он бросил учебу в Ахене, а с 1953 по 1954 год получил образование переводчика на английском и французском языках. После этого он изучал психологию, медицину, педагогику и философию в Швейцарии и Фрайбурге-им-Брайсгау. Ещё во время учебы в колледже он участвовал в многолетнем полевом испытании с рабочей молодёжью, которое он задокументировал и отразил в своей книге о работе с молодёжью в промышленном мире. В 1959 году Кентлер опубликовал свою первую книгу об этом (работа для молодежи в индустриальном мире); в ней «христианская вера … всё ещё явно провозглашается» (так Рюдигер Лаутманн в 2008 году в своем некрологе Кентлеру для Гуманистического союза), в более поздних публикациях этого уже не было. в 1960 году он сдал главный дипломный экзамен по психологии.

## Педагогическая работа для евангелической церкви, переход в науку
После окончания учёбы работал в качестве младшего преподавателя в Протестантской академии Арнольдшайна. После этого он работал научным сотрудником в учебном центре Йозефсталь (евангелическая молодёжная работа) в Нойхаусе-ам-Шлирзее с 1962 по 1965 год. Разработанная им теория эмансипаторской работы с молодёжью сделала его известным по всей стране. В следующем году он работал ассистентом Клауса Молленхауэра в Педагогическом университете Берлина, затем стал заведующим отделом социальной педагогики и образования взрослых в Педагогическом центре в Берлине, а с 1967 по 1974 год возглавлял сам отдел. В 1975 году он получил докторскую степень в Ганновере за диссертацию «Родители изучают половое воспитание», которая также вышла в виде книги и в 1990-х годах разошлась тиражом 30 000 экземпляров. В 1976 году ему предложили должность университетского преподавателя по подготовке учителей профессионально-технических училищ для детей с особыми потребностями в Ганноверском университете, где он преподавал до эмериции (аналогично Заслуженному профессору в Российской империи) в 1996 году.

## Взгляды

### Сексуальность и Общество
Кентлер считал, что родители не только не должны создавать препятствия на пути удовлетворения сексуальных желаний своих детей, а напротив именно родители должны ввести и открыть своим детям сексуальную сторону жизни человека. Потому что в противном случае: «есть риск, что ребёнок будет сексуально недообразован и могут развиться различные сексуальные отклонения». Родители должны проявить высокий уровень ответственности в данном вопросе: «Родители должны понимать, что хорошие, доверительные отношения между детьми и родителями, невозможны если последние отказывают ребёнку в такой очень важной потребности, как сексуальное удовлетворение». Ранний опыт коитуса полезен, потому что в юности: «потребность в независимости и свободе, которая возникает в юношеском возрасте, может вызвать отказ принять нормы мира взрослых людей».